# Orectolobus floridus
Orectolobus floridus — акула з роду Килимова акула родини Килимові акули. Інші назви «квіткова килимова акула», «квітчастий смугастий воббенгонг».

## Опис
Загальна довжина досягає 75 см. Зовнішністю схожа на Sutorectus tentaculatus. Голова широка. Морда закруглена. Очі маленького розміру. За ними є невеличкі бризкальця. Присутня характерна бахрома шкірних наростів, присутня по контуру голови і тіла цих на кшталт вусів. Ніздрі з'єднані з кутами рота глибокою канавкою. У переднього краю кожної ніздрі мається м'ясистий вусик, який є органом дотику. Рот доволі великий. На верхній щелепі розташовано 18-20 робочих зубів. Зуби дрібні, з багатьма верхівками. У неї 5 пар зябрових щілин. Тулуб масивний, сплощений зверху. Осьовий скелет складає 145–150 хребців. Грудні плавці добре розвинені. Має 2 спинних плавця однакового розміру. Вони розміщені позаду черевних плавців, доволі близько один від одного. Хвостовий плавець вузький, довгий, гетероцеркальний.
Забарвлення темно-коричневе. По спині навпроти або трохи позаду грудних плавців проходить світло-коричнева широка смуга, що складається із дрібних цяток. Така сама смуга тягнеться перед черевними плавцями. Грудні, черевні та спинні плавці мають світло-коричневий колір. Нижня лопать хвостового плавця значно світліше за загальний фон. За своє забарвлення ця акула отримала свої інші назви.

## Спосіб життя
Тримається від мілини до 85 м. Доволі млява і повільна акула. Живиться костистими і дрібними хрящовими рибами, головоногими молюсками (кальмарами, восьминогами, каракатицями), ракоподібними (креветками, крабами і лангустами), а також морськими зміями, черв'яками. Полює із засідки, наблизившись до здобичі хапають різким кидком, використовуючи щоковий насос (створення вакууму в пащі за рахунок роздування щік) для захоплення жертви.
Це яйцеживородна акула.

## Розповсюдження
Мешкає біля південно-західного узбережжя Австралії.